# Ustynivka
Ustynivka (ukrajinsky Устинівка, rusky Устиновка – Ustinovka) je sídlo městského typu v Kirovohradské oblasti na Ukrajině. K roku 2020 v ní žilo přes tři tisíce obyvatel.

## Poloha
Ustynivka leží převážně na levém, východním břehu Berezivky, levého přítoku Inhulu. Od Kropyvnyckého, správního sídla rajónu, je vzdálena přibližně pětaosmdesát kilometrů jihojihovýchodně.

## Dějiny
Obec byla založena ve čtyřicátých letech osmnáctého století přistěhovalci z oblasti Poltavy.
Za druhé světové války obsadila obec 6. srpna 1941 německá armáda a Rudá armáda ji dobyla zpět 13. března 1944.
Od roku 1968 je Ustynivka sídlem městského typu.